# Discografia de YoungBoy Never Broke Again
A discografia do rapper americano YoungBoy Never Broke Again consiste em oito álbuns de estúdio, três álbuns de compilação, 26 mixtapes (incluindo seis mixtapes colaborativas), três extended plays e 102 singles (incluindo vinte e três como artista convidado). Sua música foi lançada pelas gravadoras 101 Distribution, Atlantic Records e Motown Records, junto com as subsidiárias Never Broke Again e Artist Partner Group. Com mais de 80 milhões de unidades digitais vendidas nos Estados Unidos, ele está entre os artistas mais bem certificados dos Estados Unidos. YoungBoy alcançou quatro álbuns número um na Billboard 200 e um single entre os dez mais na Billboard Hot 100. Em 2022, YoungBoy recebeu uma placa da Recording Industry Association of America que diz "100 RIAA Gold/Platinum Certifications", tornando-o o artista mais jovem a receber isso com apenas 22 anos. Ele também é o artista mais jovem da história a colocar 100 músicas na Billboard Hot 100 com apenas 23 anos.
Após assinar com a Atlantic Records em 2017, YoungBoy lançou sua sétima mixtape, AI YoungBoy, sua primeira aparição na Billboard 200 em #24. A mixtape foi posteriormente certificada como platina pela Recording Industry Association of America (RIAA). AI YoungBoy foi precedido por dois singles, "Untouchable" e "No Smoke". Esses singles atingiram os números 95 e 61 na Billboard Hot 100 dos EUA, respectivamente, e foram certificados 2× Platina e 3× Platina pela Recording Industry Association of America (RIAA). Em abril de 2018, YoungBoy lançou seu primeiro álbum de estúdio, Until Death Call My Name. O álbum estreou no top 10 da Billboard 200, e mais tarde foi certificado 2× platina pela RIAA. O álbum incluiu dois dos singles mais renomados de YoungBoy, "Outside Today" e "Diamond Teeth Samurai", chegando ao número 31 e 59 na Billboard Hot 100, e foram certificados 4× platina e platina pela RIAA.
Em outubro de 2019, YoungBoy se juntou ao falecido Juice Wrld para o single "Bandit", que estreou na 10ª posição na Billboard Hot 100. Tornou-se o single de maior sucesso de YoungBoy e um dos mais populares, resultando em uma certificação de 3x platina pela RIAA, platina na Austrália e ouro no Reino Unido. Poucas semanas depois, YoungBoy lançou sua décima segunda mixtape, AI YoungBoy 2, a sequência de AI YoungBoy. Estreou no topo da Billboard 200, vendendo 110.000 unidades na primeira semana. Também estreou no top 20 no Canadá. O álbum produziu o single mais notável de YoungBoy, "Make No Sense", que alcançou a posição 57 na Billboard Hot 100 e foi certificado 3× platina pela RIAA. A mixtape em si foi certificada 2× platina pela RIAA, enquanto todas as músicas são certificadas ouro ou superior. Em fevereiro de 2020, YoungBoy lançou sua décima terceira mixtape, Still Flexin, Still Steppin, que estreou na posição 2 na Billboard 200, e mais tarde foi certificada platina pela RIAA. Apenas dois meses depois, em abril de 2020, YoungBoy lançou sua décima quarta mixtape, 38 Baby 2, uma sequência de sua mixtape clássica, 38 Baby. A mixtape estreou no topo da Billboard 200, marcando o segundo álbum número um de YoungBoy nos Estados Unidos. Mais tarde naquele ano, em setembro de 2020, YoungBoy lançou seu segundo álbum de estúdio, Top. O álbum estreou na posição número 1 na Billboard 200, e foi certificado como platina pela RIAA. O álbum foi precedido pelo single "Kacey Talk", que alcançou a posição 50 na Billboard Hot 100, e foi certificado 2 × platina pela RIAA.
O terceiro álbum de estúdio de YoungBoy, Sincerely, Kentrell, foi lançado em setembro de 2021 enquanto YoungBoy estava preso. Ele estreou no topo das paradas da Billboard 200. YoungBoy se tornou o terceiro artista na história a receber um álbum número um da prisão, além de 2Pac e Lil Wayne. O álbum foi precedido por cinco singles, incluindo "Nevada" e "Life Support", ambos alcançando as posições 58 e 48 na Billboard Hot 100, e foram certificados como platina e ouro pela RIAA. Após a libertação de YoungBoy da prisão em outubro de 2021, ele lançou três mixtapes, From the Bayou com Birdman em dezembro de 2021, Colors em janeiro de 2022, que estreou na posição 2 na Billboard 200, e Better than You com DaBaby. Mais tarde, eles foram seguidos pelo quarto álbum de estúdio de YoungBoy, The Last Slimeto, que estreou no número 2 na Billboard 200. O álbum foi certificado ouro pela RIAA em apenas um mês de seu lançamento. Produziu um dos singles mais notáveis de YoungBoy em 2022, "Vette Motors". Após o lançamento, YoungBoy lançou quatro projetos completos, Realer 2, chegando ao número 6 na Billboard 200, 3800 Degrees, chegando ao número 12 na Billboard 200, Ma' I Got A Family, chegando ao número 7 na Billboard 200, e Lost Files, um projeto de compilação, chegando ao número 45 na Billboard 200.
Em 2023, YoungBoy assinou um novo contrato com a Motown Records, que é estimado como um dos maiores acordos musicais da história, com mais de US$ 60 milhões. Após esse acordo, YoungBoy lançou seu quinto álbum de estúdio, I Rest My Case, que estreou na posição 9 na Billboard 200. Em abril de 2023, YoungBoy lançou seu sexto álbum de estúdio, Don't Try This at Home, que estreou na posição 5 na Billboard 200. O álbum produziu o centésimo hit de YoungBoy na Billboard Hot 100, "Big Truck". Poucas semanas após esse lançamento, YoungBoy lançou sua vigésima mixtape solo, Richest Opp, após suas idas e vindas com Lil Durk. A mixtape foi lançada para desafiar Almost Healed de Durk, que foi adiado devido ao seu lançamento. Estreou na posição 4 na Billboard 200, produzindo um dos maiores sucessos de YoungBoy em 2023, "Bitch Let's Do It", que alcançou a posição 62 na Billboard Hot 100.

## Álbuns

### Álbuns de estúdio
| Until Death Call My Name                                                                  | - Lançamento: 27 de abril de 2018 - Gravadoras: Never Broke Again, APG, Atlantic - Formato: Download digital, streaming                              | 7   | 5 | 4 | —   | 38 | 151 | —   | —  | —  | - EUA: 17,000 | - RIAA: 2× Platina |
| Top                                                                                       | - Lançamento: 11 de setembro de 2020 - Gravadoras: Never Broke Again, APG, Atlantic - Formato: CD (Edição Limitada), LP, download digital, streaming | 1   | 1 | 1 | 167 | 4  | 50  | 146 | —  | 62 |               | - RIAA: Platina    |
| Sincerely, Kentrell                                                                       | - Lançamento: 24 de setembro de 2021 - Gravadoras: Never Broke Again, Atlantic - Formato: CD, LP, download digital, streaming                        | 1   | 1 | 1 | 154 | 8  | 46  | 168 | 39 | 47 | - EUA: 14,061 | - RIAA: Platina    |
| The Last Slimeto                                                                          | - Lançamento: 5 de agosto de 2022 - Gravadoras: Never Broke Again, Atlantic - Formatos: CD, LP, download digital, streaming                          | 2   | 1 | 1 | —   | 12 | 92  | —   | —  | 87 | - EUA: 6,000  | - RIAA: Ouro       |
| I Rest My Case                                                                            | - Lançamento: 6 de janeiro de 2023 - Gravadoras: Never Broke Again, Motown - Formatos: Download digital, streaming                                   | 9   | 5 | 4 | —   | —  | —   | —   | —  | —  |               |                    |
| Don't Try This at Home                                                                    | - Lançamento: 21 de abril de 2023 - Gravadoras: Never Broke Again, Motown - Formato: Download digital, streaming                                     | 5   | 1 | 2 | —   | 92 | —   | —   | —  | —  |               |                    |
| I Just Got a Lot on My Shoulders                                                          | - Lançamento: 6 de dezembro de 2024 - Gravadoras: Never Broke Again, Motown - Formato: Download digital, streaming                                   | 159 | — | — | —   | —  | —   | —   | —  | —  |               |                    |
| MASA                                                                                      | - Lançamento: 25 de julho de 2025 - Gravadoras: Never Broke Again, Motown - Formato: Download digital, streaming                                     | —   | — | — | —   | —  | —   | —   | —  | —  |               |                    |
| "—" indica uma gravação que não entrou nas paradas ou não foi lançada naquele território. | |     |   |   |     |    |     |     |    |    |               |                    |

### Álbuns de compilação
| Título                                    | Detalhes do álbum | Melhores posições nas paradas | Melhores posições nas paradas | Melhores posições nas paradas | Melhores posições nas paradas | Certificações   |
| Título                                    | Detalhes do álbum | US                            | US R&B/HH                     | US Rap                        | CAN                           | Certificações   |
| ----------------------------------------- | --- | ----------------------------- | ----------------------------- | ----------------------------- | ----------------------------- | --------------- |
| 4Respect 4Freedom 4Loyalty 4WhatImportant | - Lançamento: 14 de setembro de 2018 - Gravadoras: Never Broke Again, APG, Atlantic - Formato: Download digital, streaming | 14                            | 10                            | 9                             | 89                            | - RIAA: Platina |
| Lost Files                                | - Lançamento: 23 de dezembro de 2022 - Gravadoras: Never Broke Again, Atlantic - Formato: Download digital, streaming      | 45                            | 16                            | 7                             | —                             |                 |
| More Leaks                                | - Lançamento: 7 de março de 2025 - Gravadoras: Never Broke Again, Motown - Formato: Download digital, streaming            | 29                            | 12                            | 9                             | —                             |                 |

## Extended plays
| Título                                                                                    | Detalhes do álbum | Melhores posições nas paradas | Melhores posições nas paradas | Melhores posições nas paradas |
| Título                                                                                    | Detalhes do álbum | US                            | US R&B/HH                     | US Rap                        |
| ----------------------------------------------------------------------------------------- | --- | ----------------------------- | ----------------------------- | ----------------------------- |
| 4Respect                                                                                  | - Lançamento: 24 de agosto de 2018 - Gravadoras: Never Broke Again, Atlantic - Formato: Download digital, streaming  | 19                            | 12                            | 11                            |
| 4Freedom                                                                                  | - Lançamento: 30 de agosto de 2018 - Gravadoras: Never Broke Again, Atlantic - Formato: Download digital, streaming  | 100                           | —                             | —                             |
| 4Loyalty                                                                                  | - Lançamento: 6 de setembro de 2018 - Gravadoras: Never Broke Again, Atlantic - Formato: Download digital, streaming | 67                            | 16                            | —                             |
| "—" indica uma gravação que não entrou nas paradas ou não foi lançada naquele território. | |                               |                               |                               |

## Mixtapes
| Título                                                                                   | Detalhes do álbum | Posições de pico no gráfico | Posições de pico no gráfico | Posições de pico no gráfico | Posições de pico no gráfico | Posições de pico no gráfico | Posições de pico no gráfico | Certificações      |
| Título                                                                                   | Detalhes do álbum | US                          | US R&B/HH                   | US Rap                      | CAN                         | NLD                         | UK                          | Certificações      |
| ---------------------------------------------------------------------------------------- | --- | --------------------------- | --------------------------- | --------------------------- | --------------------------- | --------------------------- | --------------------------- | ------------------ |
| Life Before Fame                                                                         | - Released: 10 de abril de 2015 - Label: Never Broke Again, 101 - Format: Digital download                                         | —                           | —                           | —                           | —                           | —                           | —                           |                    |
| Mind of a Menace                                                                         | - Released: 1 de dezembro de 2015 - Label: Never Broke Again, 101 - Format: Digital download                                       | —                           | —                           | —                           | —                           | —                           | —                           |                    |
| Mind of a Menace 2                                                                       | - Released: 1 de abril de 2016 - Label: Never Broke Again, 101 - Format: Digital download                                          | —                           | —                           | —                           | —                           | —                           | —                           |                    |
| Before I Go                                                                              | - Released: 27 de junho de 2016 - Label: Never Broke Again, 101 - Format: Digital download                                         | —                           | —                           | —                           | —                           | —                           | —                           |                    |
| 38 Baby                                                                                  | - Released: 27 de outubro de 2016 - Label: Never Broke Again, 101 - Format: Digital download, streaming                            | —                           | —                           | —                           | —                           | —                           | —                           | - RIAA: Ouro       |
| Mind of a Menace 3                                                                       | - Released: 4 de novembro de 2016 - Label: Never Broke Again, 101 - Format: Digital download                                       | —                           | —                           | —                           | —                           | —                           | —                           |                    |
| AI YoungBoy                                                                              | - Released: 4 de agosto de 2017 - Label: Never Broke Again, APG, Atlantic - Format: Digital download, streaming                    | 24                          | 17                          | 12                          | —                           | —                           | —                           | - RIAA: Platina    |
| Ain't Too Long                                                                           | - Released: 7 de outubro de 2017 - Label: Never Broke Again, APG, Atlantic - Format: Digital download, streaming                   | 173                         | —                           | —                           | —                           | —                           | —                           |                    |
| Master the Day of Judgement                                                              | - Released: 19 de maio de 2018 - Label: Never Broke Again, APG, Atlantic - Format: Digital download                                | 139                         | —                           | —                           | —                           | —                           | —                           |                    |
| Decided                                                                                  | - Released: 7 de setembro de 2018 - Label: Never Broke Again, APG, Atlantic - Format: Digital download                             | 41                          | 23                          | 20                          | —                           | —                           | —                           | - RIAA: Ouro       |
| Realer                                                                                   | - Released: 20 de dezembro de 2018 - Label: Never Broke Again, APG, Atlantic - Format: Digital download, streaming                 | 15                          | 11                          | 9                           | —                           | 168                         | —                           | - RIAA: Platina    |
| AI YoungBoy 2                                                                            | - Released: 11 de outubro de 2019 - Label: Never Broke Again, APG, Atlantic - Format: LP, digital download, streaming              | 1                           | 1                           | 1                           | 11                          | —                           | 84                          | - RIAA: 2× Platina |
| Still Flexin, Still Steppin                                                              | - Released: 21 de fevereiro de 2020 - Label: Never Broke Again, APG, Atlantic - Format: Digital download, streaming                | 2                           | 1                           | 1                           | 22                          | —                           | 83                          | - RIAA: Ouro       |
| 38 Baby 2                                                                                | - Released: 24 de abril de 2020 - Label: Never Broke Again, APG, Atlantic - Format: LP, digital download, streaming                | 1                           | 1                           | 1                           | 24                          | —                           | —                           | - RIAA: Ouro       |
| Until I Return                                                                           | - Released: 11 de novembro de 2020 - Label: Never Broke Again, APG, Atlantic - Format: Digital download, streaming                 | 10                          | 5                           | 5                           | —                           | —                           | —                           |                    |
| Colors                                                                                   | - Released: 21 de janeiro de 2022 - Label: Never Broke Again, Atlantic - Format: CD, LP, digital download, streaming               | 2                           | 1                           | 1                           | 21                          | —                           | —                           | - RIAA: Ouro       |
| Realer 2                                                                                 | - Released: 6 de setembro de 2022 - Label: Never Broke Again, Atlantic - Format: CD, digital download, streaming                   | 6                           | 2                           | 2                           | —                           | —                           | —                           |                    |
| 3800 Degrees                                                                             | - Released: 7 de outubro de 2022 - Label: Never Broke Again, Atlantic - Format: CD, digital download, streaming                    | 12                          | 6                           | 4                           | —                           | —                           | —                           |                    |
| Ma' I Got a Family                                                                       | - Released: 21 de outubro de 2022 - Hosted by: DJ Drama - Label: Never Broke Again, Atlantic - Format: Digital download, streaming | 7                           | 3                           | 2                           | —                           | —                           | —                           |                    |
| Richest Opp                                                                              | - Released: 12 de maio de 2023 - Label: Never Broke Again, Motown - Format: Digital download, streaming                            | 4                           | 1                           | 1                           | —                           | —                           | —                           |                    |
| Decided 2                                                                                | - Released: 10 de novembro de 2023 - Label: Never Broke Again, Motown - Format: Digital download, streaming                        | 17                          | 5                           | 3                           | —                           | —                           | —                           |                    |
| "—" indica uma gravação que não entrou nas paradas ou não foi lançada naquele território | |                             |                             |                             |                             |                             |                             |                    |

### Mixtapes colaborativas
| Título                                                                                    | Detalhes do álbum | Posições de pico no gráfico | Posições de pico no gráfico | Posições de pico no gráfico | Posições de pico no gráfico |
| Título                                                                                    | Detalhes do álbum | US                          | US R&B/HH                   | US Rap                      | CAN                         |
| ----------------------------------------------------------------------------------------- | --- | --------------------------- | --------------------------- | --------------------------- | --------------------------- |
| Fed Baby's (com Moneybagg Yo)                                                             | - Released: 16 de novembro de 2017 - Label: Never Broke Again, APG, Atlantic, Collective, Bread Gang, N-Less, Interscope - Formats: Digital download | 21                          | 9                           | 7                           | —                           |
| Kane & O-Dog (com VL Deck)                                                                | - Released: 19 de outubro de 2018 - Label: Never Broke Again, Section 8, Empire - Format: Digital download, streaming                                | —                           | —                           | —                           | —                           |
| Nobody Safe (com Rich the Kid)                                                            | - Released: 20 de novembro de 2020 - Label: Never Broke Again, Rich Forever, Empire - Format: CD, LP, digital download, streaming                    | 43                          | 21                          | 19                          | —                           |
| From the Bayou (com Birdman)                                                              | - Released: 10 de dezembro de 2021 - Label: Never Broke Again, Cash Money, Atlantic, Republic - Format: Digital download, streaming                  | 19                          | 9                           | 4                           | —                           |
| Better than You (com DaBaby)                                                              | - Released: 4 de março de 2022 - Label: Never Broke Again, South Coast, Interscope, Atlantic - Format: Digital download, streaming                   | 10                          | 7                           | 5                           | 62                          |
| 3860 (com Quando Rondo)                                                                   | - Released: 25 de novembro de 2022 - Label: Never Broke Again, Quando Rondo LLC, Atlantic - Format: Digital download, streaming                      | 62                          | 24                          | 15                          | —                           |
| "—" indica uma gravação que não entrou nas paradas ou não foi lançada naquele território. | |                             |                             |                             |                             |

## Singles

### Como artista principal
| Título                                                                                    | Ano  | Posições de pico no gráfico | Posições de pico no gráfico | Posições de pico no gráfico | Posições de pico no gráfico | Posições de pico no gráfico | Posições de pico no gráfico | Posições de pico no gráfico | Posições de pico no gráfico | Posições de pico no gráfico | Posições de pico no gráfico | Certificações                                                        | Álbum                    |
| Título                                                                                    | Ano  | US                          | US R&B/HH                   | US Rap                      | AUS                         | CAN                         | IRE                         | NZ                          | SWE                         | UK                          | WW                          | Certificações                                                        | Álbum                    |
| ----------------------------------------------------------------------------------------- | ---- | --------------------------- | --------------------------- | --------------------------- | --------------------------- | --------------------------- | --------------------------- | --------------------------- | --------------------------- | --------------------------- | --------------------------- | -------------------------------------------------------------------- | ------------------------ |
| "Untouchable"                                                                             | 2017 | 95                          | 39                          | —                           | —                           | —                           | —                           | —                           | —                           | —                           | —                           | - RIAA: 2× Platina                                                   | AI YoungBoy              |
| "41"                                                                                      | 2017 | —                           | —                           | —                           | —                           | —                           | —                           | —                           | —                           | —                           | —                           |                                                                      | Single avulso            |
| "GG (Remix)" (featuring A Boogie wit da Hoodie)                                           | 2017 | —                           | —                           | —                           | —                           | —                           | —                           | —                           | —                           | —                           | —                           |                                                                      | Single avulso            |
| "No Smoke"                                                                                | 2017 | 61                          | 29                          | —                           | —                           | —                           | —                           | —                           | —                           | —                           | —                           | - RIAA: 3x Platina                                                   | AI YoungBoy              |
| "Outside Today"                                                                           | 2018 | 31                          | 18                          | 14                          | —                           | —                           | —                           | —                           | —                           | —                           | —                           | - RIAA: 4x Platina - RMNZ: Ouro                                      | Until Death Call My Name |
| "Diamond Teeth Samurai"                                                                   | 2018 | 59                          | 30                          | 25                          | —                           | —                           | —                           | —                           | —                           | —                           | —                           | - RIAA: Platina                                                      | Until Death Call My Name |
| "Not Wrong Now"                                                                           | 2018 | —                           | —                           | —                           | —                           | —                           | —                           | —                           | —                           | —                           | —                           |                                                                      | Single avulso            |
| "Blasian"                                                                                 | 2018 | —                           | —                           | —                           | —                           | —                           | —                           | —                           | —                           | —                           | —                           |                                                                      | Single avulso            |
| "Hypnotized"                                                                              | 2018 | —                           | —                           | —                           | —                           | —                           | —                           | —                           | —                           | —                           | —                           |                                                                      | Single avulso            |
| "Valuable Pain"                                                                           | 2018 | 87                          | 40                          | —                           | —                           | —                           | —                           | —                           | —                           | —                           | —                           | - RIAA: 3x Platina                                                   | Realer                   |
| "Kick Yo Door"                                                                            | 2019 | —                           | —                           | —                           | —                           | —                           | —                           | —                           | —                           | —                           | —                           |                                                                      | Single avulso            |
| "Gangsta Fever"                                                                           | 2019 | —                           | —                           | —                           | —                           | —                           | —                           | —                           | —                           | —                           | —                           | - RIAA: Ouro                                                         | Single avulso            |
| "Scenes" (featuring PnB Rock)                                                             | 2019 | —                           | —                           | —                           | —                           | —                           | —                           | —                           | —                           | —                           | —                           |                                                                      | Single avulso            |
| "Freeddawg"                                                                               | 2019 | —                           | —                           | —                           | —                           | —                           | —                           | —                           | —                           | —                           | —                           |                                                                      | Single avulso            |
| "4 Sons of a King"                                                                        | 2019 | —                           | —                           | —                           | —                           | —                           | —                           | —                           | —                           | —                           | —                           |                                                                      | Single avulso            |
| "Slime Mentality"                                                                         | 2019 | —                           | —                           | —                           | —                           | —                           | —                           | —                           | —                           | —                           | —                           | - RIAA: Ouro                                                         | AI YoungBoy 2            |
| "Self Control"                                                                            | 2019 | 50                          | 24                          | 19                          | —                           | —                           | —                           | —                           | —                           | —                           | —                           | - RIAA: 2x Platina                                                   | AI YoungBoy 2            |
| "Bandit" (com Juice Wrld)                                                                 | 2019 | 10                          | 5                           | 4                           | 45                          | 11                          | 30                          | 40                          | 57                          | 42                          | —                           | - RIAA: 3x Platina - ARIA: Platina - BPI: Platina - RMNZ: 2x Platina | Death Race for Love      |
| "Lost Motives"                                                                            | 2019 | —                           | —                           | —                           | —                           | —                           | —                           | —                           | —                           | —                           | —                           |                                                                      | Single avulso            |
| "Bring 'Em Out"                                                                           | 2019 | —                           | —                           | —                           | —                           | —                           | —                           | —                           | —                           | —                           | —                           |                                                                      | Single avulso            |
| "Dirty Iyanna"                                                                            | 2019 | 67                          | 28                          | 21                          | —                           | —                           | —                           | —                           | —                           | —                           | —                           |                                                                      | Single avulso            |
| "Make No Sense"                                                                           | 2020 | 57                          | 27                          | 22                          | —                           | —                           | —                           | —                           | —                           | —                           | —                           | - RIAA: 3x Platina - BPI: Prata - RMNZ: Ouro                         | AI YoungBoy 2            |
| "Ten Talk"                                                                                | 2020 | —                           | —                           | —                           | —                           | —                           | —                           | —                           | —                           | —                           | —                           | - RIAA: Ouro                                                         | 38 Baby 2                |
| "Drop'Em"                                                                                 | 2020 | —                           | —                           | —                           | —                           | —                           | —                           | —                           | —                           | —                           | —                           |                                                                      | Single avulso            |
| "Unchartered Love"                                                                        | 2020 | —                           | —                           | —                           | —                           | —                           | —                           | —                           | —                           | —                           | —                           |                                                                      | Single avulso            |
| "AI Nash"                                                                                 | 2020 | —                           | —                           | —                           | —                           | —                           | —                           | —                           | —                           | —                           | —                           | - RIAA: Ouro                                                         | 38 Baby 2                |
| "Step On Shit"                                                                            | 2020 | —                           | —                           | —                           | —                           | —                           | —                           | —                           | —                           | —                           | —                           |                                                                      | Single avulso            |
| "One Shot" (featuring Lil Baby)                                                           | 2020 | 94                          | 43                          | —                           | —                           | —                           | —                           | —                           | —                           | —                           | —                           | - RIAA: Ouro                                                         | Road to Fast 9           |
| "Death Enclaimed"                                                                         | 2020 | —                           | —                           | —                           | —                           | —                           | —                           | —                           | —                           | —                           | —                           |                                                                      | Single avulso            |
| "Sticks with Me"                                                                          | 2020 | —                           | —                           | —                           | —                           | —                           | —                           | —                           | —                           | —                           | —                           | - RIAA: Ouro                                                         | Top                      |
| "All In"                                                                                  | 2020 | 67                          | 23                          | 22                          | —                           | —                           | —                           | —                           | —                           | —                           | 115                         | - RIAA: Platina                                                      | Top                      |
| "Kacey Talk"                                                                              | 2020 | 50                          | 19                          | 18                          | —                           | —                           | —                           | —                           | —                           | —                           | 87                          | - RIAA: 2x Platina                                                   | Top                      |
| "Callin" (featuring Snoop Dogg)                                                           | 2020 | —                           | 42                          | —                           | —                           | —                           | —                           | —                           | —                           | —                           | —                           | - RIAA: Ouro                                                         | Top                      |
| "Soul Stealer"                                                                            | 2020 | —                           | —                           | —                           | —                           | —                           | —                           | —                           | —                           | —                           | —                           |                                                                      | Single avulso            |
| "Bankroll" (com Rich the Kid)                                                             | 2020 | —                           | —                           | —                           | —                           | —                           | —                           | —                           | —                           | —                           | —                           |                                                                      | Nobody Safe              |
| "What That Speed Bout!?" (com Mike Will Made It e Nicki Minaj)                            | 2020 | 35                          | 11                          | 10                          | —                           | 76                          | —                           | —                           | —                           | —                           | 52                          |                                                                      | Michael                  |
| "The Story of O.J. (Top Version)"                                                         | 2020 | —                           | —                           | —                           | —                           | —                           | —                           | —                           | —                           | —                           | —                           |                                                                      | Single avulso            |
| "How I Been"                                                                              | 2020 | —                           | —                           | —                           | —                           | —                           | —                           | —                           | —                           | —                           | —                           | - RIAA: Ouro                                                         | Single avulso            |
| "Green Dot"                                                                               | 2020 | —                           | —                           | —                           | —                           | —                           | —                           | —                           | —                           | —                           | —                           | - RIAA: Ouro                                                         | Single avulso            |
| "Toxic Punk"                                                                              | 2021 | 99                          | 49                          | —                           | —                           | —                           | —                           | —                           | —                           | —                           | —                           | - RIAA: Ouro                                                         | Sincerely, Kentrell      |
| "It Ain't Over"                                                                           | 2021 | —                           | —                           | —                           | —                           | —                           | —                           | —                           | —                           | —                           | —                           |                                                                      | Single avulso            |
| "I Ain't Scared"                                                                          | 2021 | —                           | —                           | —                           | —                           | —                           | —                           | —                           | —                           | —                           | —                           |                                                                      | Single avulso            |
| "Territorial"                                                                             | 2021 | —                           | —                           | —                           | —                           | —                           | —                           | —                           | —                           | —                           |                             |                                                                      | Single avulso            |
| "White Teeth"                                                                             | 2021 | 78                          | 39                          | —                           | —                           | —                           | —                           | —                           | —                           | —                           | —                           | - RIAA: Ouro                                                         | Sincerely, Kentrell      |
| "Nevada"                                                                                  | 2021 | 58                          | 23                          | 19                          | —                           | —                           | —                           | —                           | —                           | —                           | 109                         | - RIAA: Platina - RMNZ: Ouro                                         | Sincerely, Kentrell      |
| "Life Support"                                                                            | 2021 | 48                          | 17                          | 15                          | —                           | —                           | —                           | —                           | —                           | —                           | 107                         | - RIAA: Ouro                                                         | Sincerely, Kentrell      |
| "On My Side"                                                                              | 2021 | 37                          | 12                          | 10                          | —                           | —                           | —                           | —                           | —                           | —                           | 75                          |                                                                      | Sincerely, Kentrell      |
| "Bring the Hook"                                                                          | 2022 | 61                          | 19                          | 14                          | —                           | —                           | —                           | —                           | —                           | —                           | 192                         | - RIAA: Ouro                                                         | Colors                   |
| "Hit" (com DaBaby)                                                                        | 2022 | —                           | —                           | —                           | —                           | —                           | —                           | —                           | —                           | —                           | —                           |                                                                      | Better than You          |
| "Flossin'" (com Internet Money)                                                           | 2022 | 72                          | 27                          | 20                          | —                           | —                           | —                           | —                           | —                           | —                           | 143                         |                                                                      | Colors (Deluxe)          |
| "Mr. Grim Reaper"                                                                         | 2022 | —                           | —                           | —                           | —                           | —                           | —                           | —                           | —                           | —                           | —                           |                                                                      | The Last Slimeto         |
| "SuperBowl"                                                                               | 2022 | —                           | —                           | —                           | —                           | —                           | —                           | —                           | —                           | —                           | —                           |                                                                      | Single avulso            |
| "Opposite"                                                                                | 2022 | —                           | —                           | —                           | —                           | —                           | —                           | —                           | —                           | —                           | —                           |                                                                      | Single avulso            |
| "I Hate YoungBoy"                                                                         | 2022 | 79                          | 26                          | 19                          | —                           | —                           | —                           | —                           | —                           | —                           | —                           | - RIAA: Ouro                                                         | The Last Slimeto         |
| "Neighborhood Superstar" (com DaBaby)                                                     | 2022 | 89                          | 31                          | —                           | —                           | —                           | —                           | —                           | —                           | —                           | —                           |                                                                      | Better than You          |
| "Bestie" (com DaBaby)                                                                     | 2022 | —                           | 43                          | —                           | —                           | —                           | —                           | —                           | —                           | —                           | —                           |                                                                      | Better than You          |
| "Don't Rate Me" (featuring Quavo)                                                         | 2022 | —                           | —                           | —                           | —                           | —                           | —                           | —                           | —                           | —                           | —                           |                                                                      | The Last Slimeto         |
| "Vette Motors"                                                                            | 2022 | 62                          | 19                          | 17                          | —                           | —                           | —                           | —                           | —                           | —                           | —                           | - RIAA: Ouro                                                         | The Last Slimeto         |
| "Late to da Party (F*ck BET)" (com Lil Nas X)                                             | 2022 | 67                          | 16                          | 15                          | 54                          | 42                          | 83                          | —                           | —                           | —                           | 77                          |                                                                      | Single avulso            |
| "Give Me a Sign" (com Quando Rondo)                                                       | 2022 | —                           | —                           | —                           | —                           | —                           | —                           | —                           | —                           | —                           | —                           |                                                                      | 3860 & Recovery          |
| "Put It on Me"                                                                            | 2022 | 63                          | 16                          | 11                          | —                           | —                           | —                           | —                           | —                           | —                           | —                           |                                                                      | Realer 2                 |
| "WTF" (com Nicki Minaj)                                                                   | 2023 | 99                          | 32                          | 23                          | —                           | —                           | —                           | —                           | —                           | —                           | —                           |                                                                      | Don't Try This at Home   |
| "Rear View" (com Mariah the Scientist)                                                    | 2023 | —                           | 50                          | —                           | —                           | —                           | —                           | —                           | —                           | —                           | —                           |                                                                      | Don't Try This at Home   |
| "Testimony"                                                                               | 2023 | —                           | —                           | —                           | —                           | —                           | —                           | —                           | —                           | —                           | —                           |                                                                      | Single avulso            |
| "Heard of Me"                                                                             | 2023 | —                           | —                           | —                           | —                           | —                           | —                           | —                           | —                           | —                           | —                           |                                                                      | Single avulso            |
| "Run"                                                                                     | 2023 | —                           | 49                          | —                           | —                           | —                           | —                           | —                           | —                           | —                           | —                           |                                                                      | Single avulso            |
| "Act a Donkey"                                                                            | 2024 | —                           | —                           | —                           | —                           | —                           | —                           | —                           | —                           | —                           | —                           |                                                                      | Single avulso            |
| "Bnyx Da Reaper"                                                                          | 2024 | —                           | —                           | —                           | —                           | —                           | —                           | —                           | —                           | —                           | —                           |                                                                      | Single avulso            |
| "Fuck Niggaz"                                                                             | 2024 | —                           | 48                          | —                           | —                           | —                           | —                           | —                           | —                           | —                           | —                           |                                                                      | Single avulso            |
| "No Time"                                                                                 | 2024 | —                           | —                           | —                           | —                           | —                           | —                           | —                           | —                           | —                           | —                           |                                                                      | Single avulso            |
| "—" indica uma gravação que não entrou nas paradas ou não foi lançada naquele território. |      |                             |                             |                             |                             |                             |                             |                             |                             |                             |                             |                                                                      |                          |

### Como artista em destaque
| Título | Ano  | Posições de pico no gráfico | Posições de pico no gráfico | Posições de pico no gráfico | Posições de pico no gráfico | Posições de pico no gráfico | Posições de pico no gráfico | Posições de pico no gráfico | Posições de pico no gráfico | Posições de pico no gráfico | Posições de pico no gráfico | Certificações                                           | Álbum                           |
| Título | Ano  | US                          | US R&B/HH                   | US Rap                      | AUS                         | CAN                         | IRE                         | NLD                         | NZ                          | UK                          | WW                          | Certificações                                           | Álbum                           |
| --- | ---- | --------------------------- | --------------------------- | --------------------------- | --------------------------- | --------------------------- | --------------------------- | --------------------------- | --------------------------- | --------------------------- | --------------------------- | ------------------------------------------------------- | ------------------------------- |
| "Dope Good" (Teflon Mark featuring YoungBoy Never Broke Again & King Stevie D.)                                          | 2017 | —                           | —                           | —                           | —                           | —                           | —                           | —                           | —                           | —                           | —                           |                                                         | Single avulso                   |
| "Beast Mode" (A Boogie wit da Hoodie featuring PnB Rock e YoungBoy Never Broke Again)                                    | 2017 | 86                          | 38                          | —                           | —                           | —                           | —                           | —                           | —                           | —                           | —                           | - RIAA: Platina - MC: Platina                           | The Bigger Artist               |
| "Doin' Bad" (OMB Peezy featuring YoungBoy Never Broke Again)                                                             | 2017 | —                           | —                           | —                           | —                           | —                           | —                           | —                           | —                           | —                           | —                           |                                                         | Humble Beginnings               |
| "Check Callin" (Plies featuring YoungBoy Never Broke Again)                                                              | 2017 | —                           | —                           | —                           | —                           | —                           | —                           | —                           | —                           | —                           | —                           |                                                         | Single avulso                   |
| "FWM Remix" (XO featuring YoungBoy Never Broke Again & Boosie Badazz)                                                    | 2017 | —                           | —                           | —                           | —                           | —                           | —                           | —                           | —                           | —                           | —                           |                                                         | Single avulso                   |
| "New Money" (Spacejam Bo featuring YoungBoy Never Broke Again)                                                           | 2017 | —                           | —                           | —                           | —                           | —                           | —                           | —                           | —                           | —                           | —                           |                                                         | Cote Kid                        |
| "My Side" (Lil Durk featuring YoungBoy Never Broke Again)                                                                | 2017 | —                           | —                           | —                           | —                           | —                           | —                           | —                           | —                           | —                           | —                           |                                                         | Single avulso                   |
| "16" (Jamie Ray featuring YoungBoy Never Broke Again)                                                                    | 2017 | —                           | —                           | —                           | —                           | —                           | —                           | —                           | —                           | —                           | —                           |                                                         | Castles in the Air              |
| "In the Bank" (Famous Dex featuring YoungBoy Never Broke Again)                                                          | 2018 | —                           | —                           | —                           | —                           | —                           | —                           | —                           | —                           | —                           | —                           |                                                         | Single avulso                   |
| "FN Everything (Remix)" (Damar Jackson featuring YoungBoy Never Broke Again)                                             | 2018 | —                           | —                           | —                           | —                           | —                           | —                           | —                           | —                           | —                           | —                           |                                                         | Unfaithful (Deluxe)             |
| "Can I Trust You" (Jdagr8 featuring YoungBoy Never Broke Again)                                                          | 2018 | —                           | —                           | —                           | —                           | —                           | —                           | —                           | —                           | —                           | —                           |                                                         | Tillweallrich                   |
| "Gutta Boy" (All-Star Will featuring YoungBoy Never Broke Again)                                                         | 2018 | —                           | —                           | —                           | —                           | —                           | —                           | —                           | —                           | —                           | —                           |                                                         | Single avulso                   |
| "Sleepin" (Leeky Bandz featuring YoungBoy Never Broke Again)                                                             | 2018 | —                           | —                           | —                           | —                           | —                           | —                           | —                           | —                           | —                           | —                           |                                                         | Life After Future               |
| "Savage Life" (Johnni Blaze featuring YoungBoy Never Broke Again)                                                        | 2018 | —                           | —                           | —                           | —                           | —                           | —                           | —                           | —                           | —                           | —                           |                                                         | 5:12                            |
| "Where We Come From" (Shy Glizzy featuring YoungBoy Never Broke Again)                                                   | 2018 | —                           | —                           | —                           | —                           | —                           | —                           | —                           | —                           | —                           | —                           |                                                         | Fully Loaded                    |
| "Movin On" (OG 3Three featuring YoungBoy Never Broke Again)                                                              | 2018 | —                           | —                           | —                           | —                           | —                           | —                           | —                           | —                           | —                           | —                           |                                                         | Single avulso                   |
| "Richer than Errybody" (Gucci Mane featuring YoungBoy Never Broke Again and DaBaby)                                      | 2019 | —                           | —                           | —                           | —                           | —                           | —                           | —                           | —                           | —                           | —                           |                                                         | Woptober II                     |
| "Money Talk" (Rich the Kid featuring YoungBoy Never Broke Again)                                                         | 2020 | —                           | —                           | —                           | —                           | —                           | —                           | —                           | —                           | —                           | —                           |                                                         | Boss Man                        |
| "Need It" (Migos featuring YoungBoy Never Broke Again)                                                                   | 2020 | 62                          | 28                          | 25                          | —                           | —                           | —                           | —                           | —                           | —                           | —                           | - RIAA: 2x Platina - RMNZ: Platina                      | Culture III                     |
| "Trillionaire" (Future featuring YoungBoy Never Broke Again)                                                             | 2020 | 34                          | 16                          | 14                          | —                           | 69                          | —                           | —                           | —                           | 85                          | —                           | - RIAA: Platina                                         | High Off Life                   |
| "Im On" (P Yungin featuring YoungBoy Never Broke Again)                                                                  | 2020 | —                           | —                           | —                           | —                           | —                           | —                           | —                           | —                           | —                           | —                           |                                                         | Demons Everywhere I Go          |
| "Everything Different" (Culture Jam and Rod Wave featuring YoungBoy Never Broke Again)                                   | 2021 | —                           | —                           | —                           | —                           | —                           | —                           | —                           | —                           | —                           | —                           |                                                         | Culture Jam                     |
| "WusYaName" (Tyler, the Creator featuring YoungBoy Never Broke Again and Ty Dolla Sign)                                  | 2021 | 14                          | 6                           | 3                           | 22                          | 22                          | 24                          | 89                          | 14                          | 25                          | 19                          | - RIAA: 2x Platina - BPI: Prata - MC: Ouro - RMNZ: Ouro | Call Me If You Get Lost         |
| "Pull Up Actin" (Never Broke Again featuring YoungBoy Never Broke Again and P Yungin)                                    | 2022 | —                           | —                           | —                           | —                           | —                           | —                           | —                           | —                           | —                           | —                           |                                                         | Green Flag Activity             |
| "Gang Baby" (Never Broke Again featuring YoungBoy Never Broke Again, P Yungin, Rojay MLP and RJAE)                       | 2022 | —                           | —                           | —                           | —                           | —                           | —                           | —                           | —                           | —                           | —                           |                                                         | Green Flag Activity             |
| "All My Shit Is Stupid" (iLoveMakonnen featuring YoungBoy Never Broke Again)                                             | 2022 | —                           | —                           | —                           | —                           | —                           | —                           | —                           | —                           | —                           | —                           |                                                         | Summer22                        |
| "2Tone" (Cootie featuring YoungBoy Never Broke Again)                                                                    | 2022 | —                           | —                           | —                           | —                           | —                           | —                           | —                           | —                           | —                           | —                           |                                                         | In Trap We Trust                |
| "Military" (Rich Gang featuring YoungBoy Never Broke Again and Drok)                                                     | 2022 | —                           | —                           | —                           | —                           | —                           | —                           | —                           | —                           | —                           | —                           |                                                         | Single avulso                   |
| "Fools Fall N Love" (Shy Glizzy featuring YoungBoy Never Broke Again)                                                    | 2023 | —                           | —                           | —                           | —                           | —                           | —                           | —                           | —                           | —                           | —                           |                                                         | Flowers                         |
| "Won't Back Down" (Bailey Zimmerman e Dermot Kennedy featuring YoungBoy Never Broke Again)                               | 2023 | —                           | —                           | —                           | —                           | —                           | —                           | —                           | —                           | —                           | —                           |                                                         | Fast X                          |
| "Cut U Off" (Joyner Lucas featuring YoungBoy Never Broke Again)                                                          | 2023 | —                           | —                           | —                           | —                           | —                           | —                           | —                           | —                           | —                           | —                           |                                                         | Not Now, I’m Busy               |
| "Project Walls" (Lil Tjay featuring YoungBoy Never Broke Again)                                                          | 2023 | —                           | 32                          | 23                          | —                           | —                           | —                           | —                           | —                           | —                           | —                           |                                                         | 222                             |
| "IN N OUT" (Susie B featuring YoungBoy Never Broke Again)                                                                | 2023 | —                           | —                           | —                           | —                           | —                           | —                           | —                           | —                           | —                           | —                           |                                                         | Single avulso                   |
| "Parasites" (iLoveMakonnen featuring YoungBoy Never Broke Again)                                                         | 2023 | —                           | —                           | —                           | —                           | —                           | —                           | —                           | —                           | —                           | —                           |                                                         | Single avulso                   |
| "CRAZY GIRL P2" (Bktherula featuring YoungBoy Never Broke Again)                                                         | 2023 | —                           | —                           | —                           | —                           | —                           | —                           | —                           | —                           | —                           | —                           |                                                         | Single avulso                   |
| "No Fake Love" (Queen Naija featuring YoungBoy Never Broke Again)                                                        | 2023 | —                           | —                           | —                           | —                           | —                           | —                           | —                           | —                           | —                           | —                           |                                                         | After the Butterflies           |
| "First Day Out (Freestyle) [Youngboy Edition]" (Rundown Spaz featuring YoungBoy Never Broke Again and Rundown Choppaboy) | 2023 | —                           | —                           | —                           | —                           | —                           | —                           | —                           | —                           | —                           | —                           |                                                         | Single avulso                   |
| "FYN" (Tre Savage featuring YoungBoy Never Broke Again)                                                                  | 2024 | —                           | —                           | —                           | —                           | —                           | —                           | —                           | —                           | —                           | —                           |                                                         | I Aint Have Nothing but a Dream |
| "Swear" (J.K. Mac featuring YoungBoy Never Broke Again)                                                                  | 2024 | —                           | —                           | —                           | —                           | —                           | —                           | —                           | —                           | —                           | —                           |                                                         | Single avulso                   |
| "Engine" (Lil Mabu featuring YoungBoy Never Broke Again)                                                                 | 2024 | —                           | —                           | —                           | —                           | —                           | —                           | —                           | —                           | —                           | —                           |                                                         | Single avulso                   |
| "Llogclay" (T.I. featuring YoungBoy Never Broke Again)                                                                   | 2024 | —                           | —                           | —                           | —                           | —                           | —                           | —                           | —                           | —                           | —                           |                                                         | Kill the King                   |
| "Why Oh Why" (Sean Kingston featuring YoungBoy Never Broke Again)                                                        | 2024 | —                           | —                           | —                           | —                           | —                           | —                           | —                           | —                           | —                           | —                           |                                                         | Single avulso                   |
| "Matador" (Kevin Smiley featuring YoungBoy Never Broke Again)                                                            | 2024 | —                           | —                           | —                           | —                           | —                           | —                           | —                           | —                           | —                           | —                           |                                                         | Single avulso                   |
| "Luv Lik Me" (J.K. Mac featuring YoungBoy Never Broke Again)                                                             | 2024 | —                           | —                           | —                           | —                           | —                           | —                           | —                           | —                           | —                           | —                           |                                                         | Single avulso                   |
| "—" indica uma gravação que não entrou nas paradas ou não foi lançada naquele território.                                |      |                             |                             |                             |                             |                             |                             |                             |                             |                             |                             |                                                         |                                 |

### Singles promocionais
| Título                                                                                    | Ano  | Posições de pico no gráfico | Posições de pico no gráfico | Posições de pico no gráfico | Certificações      | Álbum                            |
| Título                                                                                    | Ano  | US                          | US R&B/HH                   | US Rap                      | Certificações      | Álbum                            |
| ----------------------------------------------------------------------------------------- | ---- | --------------------------- | --------------------------- | --------------------------- | ------------------ | -------------------------------- |
| "Love Is Poison"                                                                          | 2018 | —                           | —                           | —                           | - RIAA: Platina    | Until Death Call My Name         |
| "Through the Storm"                                                                       | 2018 | —                           | —                           | —                           | - RIAA: 2x Platina | Until Death Call My Name         |
| "Genie"                                                                                   | 2018 | —                           | —                           | —                           | - RIAA: 3x Platina | Until Death Call My Name         |
| "Fish Scale"                                                                              | 2022 | 68                          | 23                          | 16                          | - RIAA: Ouro       | Colors                           |
| "See Me Now"                                                                              | 2022 | —                           | —                           | —                           |                    | Single avulso                    |
| "Proud of Myself"                                                                         | 2022 | —                           | —                           | —                           |                    | Single avulso                    |
| "Goals"                                                                                   | 2022 | —                           | —                           | —                           |                    | Single avulso                    |
| "I Don't Talk"                                                                            | 2022 | —                           | —                           | —                           |                    | Single avulso                    |
| "Change"                                                                                  | 2022 | —                           | —                           | —                           |                    | Single avulso                    |
| "She Want Chanel"                                                                         | 2022 | —                           | —                           | —                           |                    | Single avulso                    |
| "Feel Good"                                                                               | 2022 | —                           | —                           | —                           |                    | Single avulso                    |
| "Keep Me Dry" (com Quando Rondo)                                                          | 2022 | —                           | —                           | —                           |                    | 3860                             |
| "It's On" (com Quando Rondo)                                                              | 2022 | —                           | —                           | —                           |                    | 3860                             |
| "Top Girls"                                                                               | 2023 | —                           | —                           | —                           |                    | I Rest My Case                   |
| "Black"                                                                                   | 2023 | 93                          | 39                          | 19                          |                    | I Rest My Case                   |
| "I Love YB Skit"                                                                          | 2023 | —                           | —                           | —                           |                    | I Rest My Case                   |
| "Groovy"                                                                                  | 2023 | —                           | —                           | —                           |                    | I Rest My Case                   |
| "Next"                                                                                    | 2023 | —                           | 48                          | —                           |                    | Single avulso                    |
| "Demon Party"                                                                             | 2023 | —                           | —                           | —                           |                    | Single avulso                    |
| "Now Who"                                                                                 | 2023 | —                           | —                           | —                           |                    | Decided 2                        |
| "My Body"                                                                                 | 2023 | —                           | —                           | —                           |                    | Decided 2                        |
| "Deep Down"                                                                               | 2023 | —                           | —                           | —                           |                    | Decided 2                        |
| "Closed Case"                                                                             | 2024 | —                           | —                           | —                           |                    | Single avulso                    |
| "Steppa"                                                                                  | 2024 | —                           | —                           | —                           |                    | Single avulso                    |
| "We shot him in his head huh"                                                             | 2024 | —                           | —                           | —                           |                    | Single avulso                    |
| "Boat"                                                                                    | 2024 | —                           | —                           | —                           |                    | Single avulso                    |
| "Tears of War"                                                                            | 2024 | —                           | —                           | —                           |                    | I Just Got a Lot on My Shoulders |
| "—" indica uma gravação que não entrou nas paradas ou não foi lançada naquele território. |      |                             |                             |                             |                    |                                  |

## Outras músicas nas paradas e certificadas
| Título                                                                                    | Ano  | Posições de pico no gráfico | Posições de pico no gráfico | Posições de pico no gráfico | Posições de pico no gráfico | Posições de pico no gráfico | Posições de pico no gráfico | Certificações                                           | Álbum                                     |
| Título                                                                                    | Ano  | US                          | US R&B/HH                   | US Rap                      | CAN                         | NZ Hot                      | WW                          | Certificações                                           | Álbum                                     |
| ----------------------------------------------------------------------------------------- | ---- | --------------------------- | --------------------------- | --------------------------- | --------------------------- | --------------------------- | --------------------------- | ------------------------------------------------------- | ----------------------------------------- |
| "38 Baby"                                                                                 | 2016 | —                           | —                           | —                           | —                           | —                           | —                           | - RIAA: Ouro                                            | 38 Baby                                   |
| "Gravity"                                                                                 | 2016 | —                           | —                           | —                           | —                           | —                           | —                           | - RIAA: Ouro                                            | 38 Baby                                   |
| "No. 9"                                                                                   | 2017 | —                           | —                           | —                           | —                           | —                           | —                           | - RIAA: Ouro                                            | AI YoungBoy                               |
| "Graffiti"                                                                                | 2017 | —                           | —                           | —                           | —                           | —                           | —                           | - RIAA: Platina                                         | AI YoungBoy                               |
| "GG"                                                                                      | 2017 | —                           | —                           | —                           | —                           | —                           | —                           | - RIAA: Ouro                                            | AI YoungBoy                               |
| "War With Us"                                                                             | 2017 | —                           | —                           | —                           | —                           | —                           | —                           | - RIAA: Ouro                                            | Ain't Too Long                            |
| "You the One"                                                                             | 2017 | —                           | —                           | —                           | —                           | —                           | —                           | - RIAA: Platina                                         | Ain't Too Long                            |
| "NBAYoungBoat" (Lil Yachty featuring YoungBoy Never Broke Again)                          | 2018 | 63                          | 31                          | —                           | —                           | —                           | —                           | - RIAA: Platina                                         | Lil Boat 2                                |
| "Overdose"                                                                                | 2018 | 42                          | 22                          | 16                          | —                           | —                           | —                           | - RIAA: Platina                                         | Until Death Call My Name                  |
| "Preach"                                                                                  | 2018 | 98                          | —                           | —                           | —                           | —                           | —                           | - RIAA: Platina                                         | Until Death Call My Name                  |
| "Astronaut Kid"                                                                           | 2018 | —                           | —                           | —                           | —                           | —                           | —                           | - RIAA: Ouro                                            | Until Death Call My Name                  |
| "We Poppin" (featuring Birdman)                                                           | 2018 | —                           | —                           | —                           | —                           | —                           | —                           | - RIAA: Platina                                         | Until Death Call My Name                  |
| "Solar Eclipse"                                                                           | 2018 | —                           | 46                          | —                           | —                           | —                           | —                           | - RIAA: 2x Platina                                      | Until Death Call My Name                  |
| "Traumatized"                                                                             | 2018 | —                           | —                           | —                           | —                           | —                           | —                           | - RIAA: Ouro                                            | Until Death Call My Name                  |
| "Worth It"                                                                                | 2018 | —                           | —                           | —                           | —                           | —                           | —                           | - RIAA: Ouro                                            | Until Death Call My Name                  |
| "Show Me Your Love"                                                                       | 2018 | —                           | —                           | —                           | —                           | —                           | —                           | - RIAA: Ouro                                            | Master the Day of Judgement               |
| "Akbar"                                                                                   | 2018 | —                           | —                           | —                           | —                           | —                           | —                           | - RIAA: Ouro                                            | Master the Day of Judgement               |
| "Trap House"                                                                              | 2018 | —                           | —                           | —                           | —                           | —                           | —                           | - RIAA: Ouro                                            | 4Respect 4Freedom 4Loyalty 4WhatImportant |
| "Can't Be Saved"                                                                          | 2018 | —                           | —                           | —                           | —                           | —                           | —                           | - RIAA: Ouro                                            | 4Respect 4Freedom 4Loyalty 4WhatImportant |
| "Head On" (featuring Kevin Gates)                                                         | 2018 | —                           | —                           | —                           | —                           | —                           | —                           | - RIAA: Ouro                                            | 4Respect 4Freedom 4Loyalty 4WhatImportant |
| "I Am Who They Say I Am" (featuring Quando Rondo e Kevin Gates)                           | 2018 | 69                          | 24                          | 21                          | —                           | —                           | —                           | - RIAA: 2x Platina                                      | 4Respect 4Freedom 4Loyalty 4WhatImportant |
| "TTG" (featuring Kevin Gates)                                                             | 2018 | —                           | 45                          | —                           | —                           | —                           | —                           | - RIAA: Platina                                         | 4Respect 4Freedom 4Loyalty 4WhatImportant |
| "This for the" (featuring Quando Rondo)                                                   | 2018 | —                           | —                           | —                           | —                           | —                           | —                           | - RIAA: Ouro                                            | 4Respect 4Freedom 4Loyalty 4WhatImportant |
| "Nobody Hold Me" (featuring Quando Rondo)                                                 | 2018 | —                           | —                           | —                           | —                           | —                           | —                           | - RIAA: Ouro                                            | 4Respect 4Freedom 4Loyalty 4WhatImportant |
| "Drawing Symbols"                                                                         | 2018 | —                           | —                           | —                           | —                           | —                           | —                           | - RIAA: Platina                                         | 4Respect 4Freedom 4Loyalty 4WhatImportant |
| "Sky Cry"                                                                                 | 2018 | —                           | —                           | —                           | —                           | —                           | —                           | - RIAA: Ouro                                            | Decided                                   |
| "Demon Seed"                                                                              | 2018 | —                           | —                           | —                           | —                           | —                           | —                           | - RIAA: Ouro                                            | Decided                                   |
| "No Love"                                                                                 | 2018 | —                           | —                           | —                           | —                           | —                           | —                           | - RIAA: Platina                                         | Decided                                   |
| "Murda" (featuring Trippie Redd)                                                          | 2018 | —                           | —                           | —                           | —                           | —                           | —                           | - RIAA: Ouro                                            | Decided                                   |
| "No Mentions"                                                                             | 2018 | —                           | —                           | —                           | —                           | —                           | —                           | - RIAA: Platina                                         | Decided                                   |
| "Survivor"                                                                                | 2018 | —                           | —                           | —                           | —                           | —                           | —                           | - RIAA: Ouro                                            | Realer                                    |
| "Slime Belief"                                                                            | 2018 | —                           | 49                          | —                           | —                           | —                           | —                           | - RIAA: 2x Platina                                      | Realer                                    |
| "Play Wit Us"                                                                             | 2018 | —                           | —                           | —                           | —                           | —                           | —                           | - RIAA: Ouro                                            | Realer                                    |
| "Beam Effect"                                                                             | 2018 | —                           | —                           | —                           | —                           | —                           | —                           | - RIAA: Ouro                                            | Realer                                    |
| "Cross Me" (featuring Lil Baby e Plies)                                                   | 2018 | —                           | —                           | —                           | —                           | —                           | —                           | - RIAA: Platina                                         | Realer                                    |
| "Dope Lamp"                                                                               | 2018 | —                           | —                           | —                           | —                           | —                           | —                           | - RIAA: Ouro                                            | Realer                                    |
| "I Came Thru"                                                                             | 2018 | —                           | —                           | —                           | —                           | —                           | —                           | - RIAA: Platina                                         | Realer                                    |
| "Carter Son"                                                                              | 2019 | 62                          | 32                          | —                           | —                           | —                           | —                           | - RIAA: Ouro                                            | AI YoungBoy 2                             |
| "Time I'm On"                                                                             | 2019 | 79                          | 39                          | —                           | —                           | —                           | —                           | - RIAA: Ouro                                            | AI YoungBoy 2                             |
| "Hot Now"                                                                                 | 2019 | 66                          | 34                          | —                           | —                           | —                           | —                           | - RIAA: Platina                                         | AI YoungBoy 2                             |
| "Seeming Like It"                                                                         | 2019 | —                           | —                           | —                           | —                           | —                           | —                           | - RIAA: Ouro                                            | AI YoungBoy 2                             |
| "Rich as Hell"                                                                            | 2019 | 79                          | 38                          | —                           | —                           | —                           | —                           | - RIAA: Ouro                                            | AI YoungBoy 2                             |
| "Head Blown"                                                                              | 2019 | —                           | —                           | —                           | —                           | —                           | —                           | - RIAA: Ouro                                            | AI YoungBoy 2                             |
| "Ranada"                                                                                  | 2019 | —                           | —                           | —                           | —                           | —                           | —                           | - RIAA: Platina                                         | AI YoungBoy 2                             |
| "Lonely Child"                                                                            | 2019 | 44                          | 22                          | 17                          | —                           | —                           | —                           | - RIAA: Platina                                         | AI YoungBoy 2                             |
| "Gang Shit"                                                                               | 2019 | —                           | —                           | —                           | —                           | —                           | —                           | - RIAA: Ouro                                            | AI YoungBoy 2                             |
| "Rebel's Kick It"                                                                         | 2019 | —                           | —                           | —                           | —                           | —                           | —                           | - RIAA: Ouro                                            | AI YoungBoy 2                             |
| "Outta Here Safe" (featuring Quando Rondo e NoCap)                                        | 2019 | —                           | —                           | —                           | —                           | —                           | —                           | - RIAA: Ouro                                            | AI YoungBoy 2                             |
| "In Control"                                                                              | 2019 | 73                          | 37                          | —                           | —                           | —                           | —                           | - RIAA: Ouro                                            | AI YoungBoy 2                             |
| "I Don't Know"                                                                            | 2019 | —                           | —                           | —                           | —                           | —                           | —                           | - RIAA: Ouro                                            | AI YoungBoy 2                             |
| "Where the Love At"                                                                       | 2019 | —                           | —                           | —                           | —                           | —                           | —                           | - RIAA: Ouro                                            | AI YoungBoy 2                             |
| "Free Time"                                                                               | 2019 | —                           | —                           | —                           | —                           | —                           | —                           | - RIAA: Ouro                                            | AI YoungBoy 2                             |
| "Hate Me" (Trippie Redd featuring YoungBoy Never Broke Again)                             | 2019 | 84                          | 38                          | —                           | —                           | —                           | —                           | - RIAA: Platina                                         | A Love Letter to You 4                    |
| "RIP Lil Phat"                                                                            | 2020 | 80                          | 38                          | —                           | —                           | —                           | —                           |                                                         | Still Flexin, Still Steppin               |
| "Knocked Off"                                                                             | 2020 | 60                          | 29                          | 21                          | —                           | —                           | —                           | - RIAA: Ouro                                            | Still Flexin, Still Steppin               |
| "Lil Top"                                                                                 | 2020 | 28                          | 14                          | 9                           | —                           | —                           | —                           | - RIAA: Platina                                         | Still Flexin, Still Steppin               |
| "Red Eye"                                                                                 | 2020 | 47                          | 21                          | 15                          | —                           | —                           | —                           | - RIAA: Ouro                                            | Still Flexin, Still Steppin               |
| "Fine by Time"                                                                            | 2020 | 58                          | 28                          | 20                          | —                           | —                           | —                           | - RIAA: Ouro                                            | Still Flexin, Still Steppin               |
| "Suited Panamera" (featuring Quando Rondo)                                                | 2020 | —                           | 48                          | —                           | —                           | —                           | —                           |                                                         | Still Flexin, Still Steppin               |
| "How You Want It"                                                                         | 2020 | —                           | —                           | —                           | —                           | —                           | —                           |                                                         | Still Flexin, Still Steppin               |
| "Long RD"                                                                                 | 2020 | 85                          | 40                          | —                           | —                           | —                           | —                           | - RIAA: Ouro                                            | Still Flexin, Still Steppin               |
| "Okay"                                                                                    | 2020 | —                           | —                           | —                           | —                           | —                           | —                           |                                                         | Still Flexin, Still Steppin               |
| "Bat Man"                                                                                 | 2020 | 89                          | 42                          | —                           | —                           | —                           | —                           |                                                         | Still Flexin, Still Steppin               |
| "Call Me Late"                                                                            | 2020 | —                           | —                           | —                           | —                           | —                           | —                           |                                                         | Still Flexin, Still Steppin               |
| "Gunsmoke"                                                                                | 2020 | —                           | —                           | —                           | —                           | —                           | —                           |                                                         | Still Flexin, Still Steppin               |
| "Bad Bad"                                                                                 | 2020 | 59                          | 30                          | 22                          | —                           | —                           | —                           | - RIAA: Ouro                                            | Still Flexin, Still Steppin               |
| "No Understand"                                                                           | 2020 | —                           | —                           | —                           | —                           | —                           | —                           |                                                         | Still Flexin, Still Steppin               |
| "Jump" (DaBaby featuring YoungBoy Never Broke Again)                                      | 2020 | 17                          | 9                           | 6                           | 62                          | 12                          | —                           | - RIAA: Ouro                                            | Blame It on Baby                          |
| "Bout My Business" (featuring Sherhonda Gaulden)                                          | 2020 | 90                          | 42                          | —                           | —                           | —                           | —                           |                                                         | 38 Baby 2                                 |
| "Diamonds"                                                                                | 2020 | 86                          | 39                          | —                           | —                           | —                           | —                           |                                                         | 38 Baby 2                                 |
| "Shadows"                                                                                 | 2020 | —                           | —                           | —                           | —                           | —                           | —                           |                                                         | 38 Baby 2                                 |
| "Win Your Love"                                                                           | 2020 | —                           | —                           | —                           | —                           | —                           | —                           |                                                         | 38 Baby 2                                 |
| "Ain't Easy"                                                                              | 2020 | 83                          | 37                          | —                           | —                           | —                           | —                           |                                                         | 38 Baby 2                                 |
| "Rough Ryder"                                                                             | 2020 | 92                          | 44                          | —                           | —                           | —                           | —                           |                                                         | 38 Baby 2                                 |
| "I-10 Baby"                                                                               | 2020 | —                           | —                           | —                           | —                           | —                           | —                           |                                                         | 38 Baby 2                                 |
| "Nawfside"                                                                                | 2020 | —                           | —                           | —                           | —                           | —                           | —                           |                                                         | 38 Baby 2                                 |
| "Treat You Better"                                                                        | 2020 | —                           | —                           | —                           | —                           | —                           | —                           |                                                         | 38 Baby 2                                 |
| "Thug of Spades" (featuring DaBaby)                                                       | 2020 | 99                          | 49                          | —                           | —                           | —                           | —                           |                                                         | 38 Baby 2                                 |
| "AI Nash"                                                                                 | 2020 | —                           | —                           | —                           | —                           | —                           | —                           | - RIAA: Ouro                                            | 38 Baby 2                                 |
| "Ten Talk"                                                                                | 2020 | —                           | —                           | —                           | —                           | —                           | —                           | - RIAA: Ouro                                            | 38 Baby 2                                 |
| "Drug Addiction"                                                                          | 2020 | 44                          | 17                          | 16                          | —                           | —                           | 73                          | - RIAA: Ouro                                            | Top                                       |
| "Cross Roads"                                                                             | 2020 | 76                          | 28                          | —                           | —                           | —                           | 133                         | - RIAA: Ouro                                            | Top                                       |
| "The Last Backyard..."                                                                    | 2020 | 81                          | 31                          | —                           | —                           | —                           | 141                         |                                                         | Top                                       |
| "Right Foot Creep"                                                                        | 2020 | 88                          | 35                          | —                           | —                           | —                           | 186                         | - RIAA: Ouro                                            | Top                                       |
| "Dirty Stick"                                                                             | 2020 | 98                          | 40                          | —                           | —                           | —                           | —                           |                                                         | Top                                       |
| "My Window" (featuring Lil Wayne)                                                         | 2020 | 35                          | 14                          | 13                          | —                           | 21                          | 52                          | - RIAA: Ouro                                            | Top                                       |
| "I'm Up"                                                                                  | 2020 | —                           | 43                          | —                           | —                           | —                           | —                           |                                                         | Top                                       |
| "Off Season"                                                                              | 2020 | —                           | 44                          | —                           | —                           | —                           | —                           |                                                         | Top                                       |
| "Dead Trollz"                                                                             | 2020 | 72                          | 26                          | 25                          | —                           | —                           | 154                         | - RIAA: Ouro                                            | Top                                       |
| "Fuck Ya!"                                                                                | 2020 | —                           | —                           | —                           | —                           | —                           | —                           |                                                         | Top                                       |
| "Big Bankroll"                                                                            | 2020 | —                           | —                           | —                           | —                           | —                           | —                           |                                                         | Top                                       |
| "Reaper's Child"                                                                          | 2020 | —                           | —                           | —                           | —                           | —                           | —                           |                                                         | Top                                       |
| "Murder Business"                                                                         | 2020 | —                           | 41                          | —                           | —                           | —                           | —                           | - RIAA: Ouro                                            | Top                                       |
| "House Arrest Tingz"                                                                      | 2020 | —                           | —                           | —                           | —                           | —                           | —                           | - RIAA: Platina                                         | Top                                       |
| "To My Lowest"                                                                            | 2020 | —                           | 45                          | —                           | —                           | —                           | —                           | - RIAA: Ouro                                            | Top                                       |
| "Peace Hardly"                                                                            | 2020 | —                           | —                           | —                           | —                           | —                           | —                           |                                                         | Top                                       |
| "Tragic" (The Kid Laroi featuring YoungBoy Never Broke Again e Internet Money)            | 2020 | 76                          | 30                          | —                           | 59                          | 2                           | 110                         | - RIAA: Platina - ARIA: Ouro - MC: Platina - RMNZ: Ouro | F*ck Love (Savage)                        |
| "Around"                                                                                  | 2020 | —                           | —                           | —                           | —                           | —                           | —                           |                                                         | Until I Return                            |
| "Chopper City"                                                                            | 2020 | —                           | —                           | —                           | —                           | —                           | —                           |                                                         | Until I Return                            |
| "Hood Melody" (DDG e OG Parker featuring YoungBoy Never Broke Again)                      | 2021 | —                           | —                           | —                           | —                           | —                           | —                           | - RIAA: Ouro                                            | Die 4 Respect                             |
| "Bad Morning"                                                                             | 2021 | 28                          | 9                           | 7                           | —                           | —                           | 55                          | - RIAA: Ouro                                            | Sincerely, Kentrell                       |
| "Hold Me Down"                                                                            | 2021 | 53                          | 20                          | 17                          | —                           | —                           | 103                         |                                                         | Sincerely, Kentrell                       |
| "Smoke Strong"                                                                            | 2021 | 61                          | 26                          | 22                          | —                           | —                           | 124                         |                                                         | Sincerely, Kentrell                       |
| "50 Shots"                                                                                | 2021 | 59                          | 24                          | 20                          | —                           | —                           | 118                         |                                                         | Sincerely, Kentrell                       |
| "No Where"                                                                                | 2021 | 40                          | 14                          | 12                          | —                           | 40                          | 77                          | - RIAA: Ouro                                            | Sincerely, Kentrell                       |
| "Sincerely"                                                                               | 2021 | 67                          | 29                          | 24                          | —                           | —                           | 149                         |                                                         | Sincerely, Kentrell                       |
| "I Can't Take It Back"                                                                    | 2021 | 69                          | 30                          | 25                          | —                           | —                           | 156                         |                                                         | Sincerely, Kentrell                       |
| "Rich Shit"                                                                               | 2021 | 83                          | 39                          | —                           | —                           | —                           | 184                         |                                                         | Sincerely, Kentrell                       |
| "My Killa"                                                                                | 2021 | —                           | —                           | —                           | —                           | —                           | —                           |                                                         | Sincerely, Kentrell                       |
| "Break or Make Me"                                                                        | 2021 | 62                          | 27                          | 23                          | —                           | —                           | 151                         |                                                         | Sincerely, Kentrell                       |
| "Forgiato"                                                                                | 2021 | 80                          | 38                          | —                           | —                           | —                           | —                           |                                                         | Sincerely, Kentrell                       |
| "Baddest Thing"                                                                           | 2021 | 92                          | 44                          | —                           | —                           | —                           | —                           |                                                         | Sincerely, Kentrell                       |
| "Level I Want to Reach"                                                                   | 2021 | —                           | —                           | —                           | —                           | —                           | —                           |                                                         | Sincerely, Kentrell                       |
| "Kickstand"                                                                               | 2021 | —                           | —                           | —                           | —                           | —                           | —                           |                                                         | Sincerely, Kentrell                       |
| "All I Need"                                                                              | 2021 | —                           | —                           | —                           | —                           | —                           | —                           |                                                         | Sincerely, Kentrell                       |
| "Panoramic"                                                                               | 2021 | —                           | —                           | —                           | —                           | —                           | —                           |                                                         | Sincerely, Kentrell                       |
| "Heart & Soul" (com Birdman)                                                              | 2021 | —                           | 29                          | 18                          | —                           | —                           | —                           | - RIAA: Ouro                                            | From the Bayou                            |
| "Black Ball" (com Birdman)                                                                | 2021 | 93                          | 31                          | 20                          | —                           | —                           | —                           | - RIAA: Platina                                         | From the Bayou                            |
| "Long Live"                                                                               | 2022 | 87                          | 33                          | 24                          | —                           | —                           | —                           |                                                         | Colors                                    |
| "Bring It On"                                                                             | 2022 | 60                          | 19                          | 13                          | —                           | —                           | 182                         |                                                         | Colors                                    |
| "No Switch"                                                                               | 2022 | 58                          | 16                          | 11                          | —                           | —                           | 171                         | - RIAA: Ouro                                            | Colors                                    |
| "Smoke One"                                                                               | 2022 | 97                          | 40                          | —                           | —                           | —                           | —                           |                                                         | Colors                                    |
| "2Hoo"                                                                                    | 2022 | 86                          | 32                          | 23                          | —                           | —                           | —                           |                                                         | Colors                                    |
| "DC Marvel"                                                                               | 2022 | —                           | —                           | —                           | —                           | —                           | —                           |                                                         | Colors                                    |
| "How You Been"                                                                            | 2022 | —                           | 50                          | —                           | —                           | —                           | —                           |                                                         | Colors                                    |
| "Expensive Taste"                                                                         | 2022 | —                           | 44                          | —                           | —                           | —                           | —                           |                                                         | Colors                                    |
| "Cage Feeling"                                                                            | 2022 | —                           | —                           | —                           | —                           | —                           | —                           |                                                         | Colors                                    |
| "Dis & That"                                                                              | 2022 | 89                          | 35                          | —                           | —                           | —                           | —                           |                                                         | Colors                                    |
| "Gangsta" (featuring Quando Rondo)                                                        | 2022 | —                           | 49                          | —                           | —                           | —                           | —                           |                                                         | Colors                                    |
| "Know Like I Know"                                                                        | 2022 | 74                          | 29                          | 22                          | —                           | —                           | —                           |                                                         | Colors                                    |
| "Emo Rockstar"                                                                            | 2022 | —                           | —                           | —                           | —                           | —                           | —                           |                                                         | Colors                                    |
| "I Got This"                                                                              | 2022 | —                           | —                           | —                           | —                           | —                           | —                           |                                                         | Colors                                    |
| "On This Line" (com DaBaby)                                                               | 2022 | —                           | —                           | —                           | —                           | —                           | —                           |                                                         | Better than You                           |
| "WiFi" (com DaBaby)                                                                       | 2022 | —                           | —                           | —                           | —                           | —                           | —                           |                                                         | Better than You                           |
| "Turbo" (com DaBaby)                                                                      | 2022 | —                           | 46                          | —                           | —                           | —                           | —                           |                                                         | Better than You                           |
| "I Know"                                                                                  | 2022 | 46                          | 13                          | 11                          | —                           | —                           | 195                         |                                                         | The Last Slimeto                          |
| "Hold Your Own"                                                                           | 2022 | 87                          | 28                          | 23                          | —                           | —                           | —                           |                                                         | The Last Slimeto                          |
| "Umm Hmm"                                                                                 | 2022 | 37                          | 11                          | 9                           | —                           | —                           | 119                         |                                                         | The Last Slimeto                          |
| "Top Sound"                                                                               | 2022 | 86                          | 30                          | 25                          | —                           | —                           | —                           |                                                         | The Last Slimeto                          |
| "My Time"                                                                                 | 2022 | 90                          | 34                          | —                           | —                           | —                           | —                           |                                                         | The Last Slimeto                          |
| "Free Dem 5's"                                                                            | 2022 | 68                          | 23                          | 19                          | —                           | —                           | —                           |                                                         | The Last Slimeto                          |
| "My Go To" (featuring Kehlani)                                                            | 2022 | —                           | 39                          | —                           | —                           | —                           | —                           |                                                         | The Last Slimeto                          |
| "Lost Soul Survivor"                                                                      | 2022 | 75                          | 25                          | 21                          | —                           | —                           | —                           |                                                         | The Last Slimeto                          |
| "Fuck da Industry"                                                                        | 2022 | 63                          | 20                          | 18                          | —                           | —                           | —                           |                                                         | The Last Slimeto                          |
| "Kamikaze"                                                                                | 2022 | 88                          | 32                          | —                           | —                           | —                           | —                           |                                                         | The Last Slimeto                          |
| "Swerving"                                                                                | 2022 | —                           | 50                          | —                           | —                           | —                           | —                           |                                                         | The Last Slimeto                          |
| "Stay the Same"                                                                           | 2022 | —                           | 45                          | —                           | —                           | —                           | —                           |                                                         | The Last Slimeto                          |
| "Home Ain't Home" (featuring Rod Wave)                                                    | 2022 | 47                          | 14                          | 12                          | —                           | —                           | 181                         |                                                         | The Last Slimeto                          |
| "7 Days"                                                                                  | 2022 | 100                         | 38                          | —                           | —                           | —                           | —                           |                                                         | The Last Slimeto                          |
| "Digital"                                                                                 | 2022 | —                           | 41                          | —                           | —                           | —                           | —                           |                                                         | The Last Slimeto                          |
| "Slow Down"                                                                               | 2022 | —                           | —                           | —                           | —                           | —                           | —                           |                                                         | The Last Slimeto                          |
| "Proof"                                                                                   | 2022 | —                           | 48                          | —                           | —                           | —                           | —                           |                                                         | The Last Slimeto                          |
| "4KT Baby"                                                                                | 2022 | 96                          | 30                          | 24                          | —                           | —                           | —                           |                                                         | The Last Slimeto                          |
| "The North Bleeding"                                                                      | 2022 | —                           | 46                          | —                           | —                           | —                           | —                           |                                                         | The Last Slimeto                          |
| "Loner Life"                                                                              | 2022 | —                           | 37                          | —                           | —                           | —                           | —                           |                                                         | The Last Slimeto                          |
| "Acclaimed Emotions"                                                                      | 2022 | —                           | 49                          | —                           | —                           | —                           | —                           |                                                         | The Last Slimeto                          |
| "Wagwan"                                                                                  | 2022 | —                           | 41                          | —                           | —                           | —                           | —                           |                                                         | The Last Slimeto                          |
| "Holy"                                                                                    | 2022 | —                           | —                           | —                           | —                           | —                           | —                           |                                                         | The Last Slimeto                          |
| "I Got the Bag"                                                                           | 2022 | —                           | —                           | —                           | —                           | —                           | —                           |                                                         | The Last Slimeto                          |
| "Dangerous Love"                                                                          | 2022 | —                           | 46                          | —                           | —                           | —                           | —                           |                                                         | Realer 2                                  |
| "Purge Me"                                                                                | 2022 | 95                          | 30                          | 23                          | —                           | —                           | —                           |                                                         | Realer 2                                  |
| "Back on My Feet"                                                                         | 2022 | —                           | 35                          | —                           | —                           | —                           | —                           |                                                         | 3800 Degrees                              |
| "Won't Step on Me"                                                                        | 2022 | —                           | 42                          | —                           | —                           | —                           | —                           |                                                         | 3800 Degrees                              |
| "Pimpin a Bitch"                                                                          | 2022 | —                           | 45                          | —                           | —                           | —                           | —                           |                                                         | 3800 Degrees                              |
| "To the Bone" (com Quavo e Takeoff)                                                       | 2022 | 83                          | 24                          | —                           | —                           | 32                          | —                           |                                                         | Only Built for Infinity Links             |
| "Pop Out"                                                                                 | 2022 | —                           | —                           | —                           | —                           | —                           | —                           |                                                         | Ma' I Got a Family                        |
| "I Admit" (featuring Nicki Minaj)                                                         | 2022 | —                           | 42                          | —                           | —                           | —                           | —                           |                                                         | Ma' I Got a Family                        |
| "Shmunk" (Yeat featuring YoungBoy Never Broke Again)                                      | 2023 | 83                          | 29                          | 18                          | 100                         | 27                          | —                           |                                                         | Afterlyfe                                 |
| "Big Truck"                                                                               | 2023 | 100                         | 28                          | 18                          | —                           | —                           | —                           |                                                         | Don't Try This at Home                    |
| "Mr Gaulden"                                                                              | 2023 | —                           | 39                          | —                           | —                           | —                           | —                           |                                                         | Don't Try This at Home                    |
| "What You Say" (featuring the Kid Laroi e Post Malone)                                    | 2023 | —                           | 47                          | —                           | —                           | —                           | —                           |                                                         | Don't Try This at Home                    |
| "Bitch Let's Do It"                                                                       | 2023 | 62                          | 17                          | 10                          | —                           | —                           | —                           |                                                         | Richest Opp                               |
| "I Got That Shit"                                                                         | 2023 | —                           | 32                          | 22                          | —                           | —                           | —                           |                                                         | Richest Opp                               |
| "I Heard"                                                                                 | 2023 | 98                          | 31                          | 21                          | —                           | —                           | —                           |                                                         | Richest Opp                               |
| "Hurt My Heart"                                                                           | 2023 | —                           | 34                          | 23                          | —                           | —                           | —                           |                                                         | Richest Opp                               |
| "Dirty Thug"                                                                              | 2023 | —                           | 35                          | 24                          | —                           | —                           | —                           |                                                         | Richest Opp                               |
| "Just Flow"                                                                               | 2023 | —                           | 50                          | —                           | —                           | —                           | —                           |                                                         | Richest Opp                               |
| "Free Meechy"                                                                             | 2023 | —                           | 43                          | —                           | —                           | —                           | —                           |                                                         | Richest Opp                               |
| "Fuck the Industry Pt. 2"                                                                 | 2023 | 87                          | 28                          | 18                          | —                           | —                           | —                           |                                                         | Richest Opp                               |
| "Free Sex"                                                                                | 2023 | —                           | 42                          | —                           | —                           | —                           | —                           |                                                         | Decided 2                                 |
| "Better Than Ever" (com Rod Wave)                                                         | 2023 | 99                          | 25                          | —                           | —                           | —                           | —                           |                                                         | Decided 2                                 |
| "—" indica uma gravação que não entrou nas paradas ou não foi lançada naquele território. |      |                             |                             |                             |                             |                             |                             |                                                         |                                           |

## Participações especiais
| Título               | Ano        | Outros artistas                    | Álbum                                                   |
| -------------------- | ---------- | ---------------------------------- | ------------------------------------------------------- |
| "Reckless"           | 2017       | Moneybagg Yo                       | Federal 3X                                              |
| "Ride"               | 2018       | Birdman                            | Before Anythang                                         |
| "NBAYoungBoat"       | 2018       | Lil Yachty                         | Lil Boat 2                                              |
| "3AM"                | 2018       | Trill Sammy, Cashmere Cat          | No Sleep Vol.1                                          |
| "Elevate & Motivate" | 2018       | Trippie Redd, Nel-Denarro          | A Love Letter to You 3                                  |
| "666"                | 2018       | YG                                 | Stay Dangerous                                          |
| "Where We Come From" | 2018       | Shy Glizzy                         | Fully Loaded                                            |
| "Can't Go Back"      | 2018       | SOB X RBE                          | Gangin II                                               |
| "Never Broke Again"  | 2018       | Young Scooter                      | The Recipe                                              |
| "Cold Shoulder"      | 2018       | Gucci Mane                         | Evil Genius                                             |
| "For Keeps"          | 2019       | Rich the Kid                       | The World Is Yours 2                                    |
| "Trust"              | 2019       | The Plug, Loski, Nafe Smallz       | Plug Talk                                               |
| "Hot Boy"            | 2019       | BBG Baby Joe, Birdman, 9lokkNine   | B4 Its All Said & Done                                  |
| "Hate Me"            | 2019       | Trippie Redd                       | A Love Letter to You 4                                  |
| "Racks On"           | 2020       | Rich the Kid                       | Boss Man                                                |
| "Jump"               | 2020       | DaBaby                             | Blame It on Baby                                        |
| "Tragic"             | 2020       | The Kid Laroi, Internet Money      | F*ck Love (Savage)                                      |
| "Save Me"            | 2020       | 2 Chainz                           | So Help Me God!                                         |
| "So Real"            | 2020       | French Montana                     | CB5                                                     |
| "Hood Melody"        | 2021       | DDG, OG Parker                     | Die 4 Respect                                           |
| "10 Bracelets"       | 2022       | 2 Chainz                           | Dope Don't Sell Itself                                  |
| "Flags To The Sky"   | 2022       | NoCap                              | Mr. Crawford                                            |
| "Sexin Me"           | 2022       | —                                  | Never Broke Again Presents: Green Flag Activity         |
| "Never Ran"          | 2022       | Rojay MLP                          | Never Broke Again Presents: Green Flag Activity         |
| "O.P.P."             | 2022       | The Game, DJ Paul                  | Drillmatic – Heart vs. Mind                             |
| "Amazing"            | 2022       | P Yungin                           | DOY                                                     |
| "To the Bone"        | 2022       | Quavo, Takeoff                     | Only Built for Infinity Links                           |
| "With Me"            | 2022       | —                                  | Never Broke Again: Nightmare on 38th St                 |
| "Far Away"           | 2022       | Bway Yungy                         | Success Before Destruction                              |
| "Shmunk"             | 2023       | Yeat                               | Afterlyfe                                               |
| "I Don't Mind"       | 2023       | Lil Pump                           | Lil Pump 2                                              |
| "Too Gone"           | 2023       | RJAE                               | You’re the Problem                                      |
| "Slump"              | 2023       | —                                  | Never Broke Again Presents: Green Flag Activity, Vol. 2 |
| "I Need to Know"     | 2023       | —                                  | Never Broke Again Presents: Green Flag Activity, Vol. 2 |
| "Call Me Instead"    | 2023       | The Kid Laroi, Robert Glasper      | The First Time                                          |
| "Get My Life Right"  | 2023       | E-40                               | Rule of Thumb: Rule 1                                   |
| "Mad Love"           | 2024       | Jason Derulo                       | Nu King                                                 |
| "Bling"              | 2024       | Lil Dump                           | Compliments of Grave Digger Mountain                    |
| "My Bobo"            | 2024       | Herm Tha Blacksheep                | Compliments of Grave Digger Mountain                    |
| "How We Get"         | 2024       | Lil Dump, Dej RoseGold, WhoGangDee | Compliments of Grave Digger Mountain                    |
| "Hurt"               | 2024       | BBG Baby Joe                       | Compliments of Grave Digger Mountain                    |
| "New New"            | 2024       | —                                  | Compliments of Grave Digger Mountain                    |
| "When We Slide"      | 2024       | DDawg                              | Compliments of Grave Digger Mountain                    |
| "Try Me"             | WhoGangDee |                                    |                                                         |

## Vídeos musicais
| Título                                                                                           | Ano                    | Diretor                                |
| Como artista principal                                                                           | Como artista principal | Como artista principal                 |
| ------------------------------------------------------------------------------------------------ | ---------------------- | -------------------------------------- |
| "N.B.A"                                                                                          | 2015                   | Papercut Brothers                      |
| "38 Baby"                                                                                        | 2016                   | David G                                |
| "Fact"                                                                                           | 2016                   | David G                                |
| "Murder"                                                                                         | 2016                   | David G                                |
| "Homicide" (com Scotty Cain)                                                                     | 2016                   | David G                                |
| "Bandz"                                                                                          | 2016                   | David G                                |
| "Dream"                                                                                          | 2016                   | David G                                |
| "Rod" (com 4TM Fru and Pretty Tony)                                                              | 2016                   | David G                                |
| "So Long"                                                                                        | 2016                   | David G                                |
| "What I Was Taught"                                                                              | 2016                   | —                                      |
| "Until Then"                                                                                     | 2016                   | —                                      |
| "I Ain't Hiding"                                                                                 | 2016                   | David G                                |
| "Kickin Shit"                                                                                    | 2016                   | Directed by Mak                        |
| "Murder (Remix)" (featuring 21 Savage)                                                           | 2016                   | David G                                |
| "Down Chick"                                                                                     | 2016                   | Shot By Miggy                          |
| "Win Or Lose"                                                                                    | 2016                   | On The Reel Films                      |
| "Untouchable"                                                                                    | 2017                   | David G                                |
| "41"                                                                                             | 2017                   | David G                                |
| "Graffiti"                                                                                       | 2017                   | David G                                |
| "No Smoke"                                                                                       | 2017                   | David G                                |
| "Watchu Gone Do" (featuring Peewee Longway)                                                      | 2017                   | N/A                                    |
| "Talkin Shit"                                                                                    | 2017                   | Karltin Bank and Cotton Films          |
| "Ride"                                                                                           | 2017                   | N/A                                    |
| "Confidential"                                                                                   | 2017                   | Cody Coyote Films                      |
| "Chosen One" (featuring Kodak Black)                                                             | 2017                   | David G                                |
| "Solar Eclipse"                                                                                  | 2018                   | David G                                |
| "Outside Today"                                                                                  | 2018                   | RisktakerZ                             |
| "Diamond Teeth Samurai"                                                                          | 2018                   | N/A                                    |
| "Through The Storm"                                                                              | 2018                   | 30Thirty Visuals                       |
| "Genie"                                                                                          | 2018                   | 30Thirty Visuals                       |
| "Overdose"                                                                                       | 2018                   | David G                                |
| "We Poppin" (featuring Birdman)                                                                  | 2018                   | Derek Dark and Preston                 |
| "Astronaut Kid"                                                                                  | 2018                   | N/A                                    |
| "Drawing Symbols"                                                                                | 2018                   | Lucid Films                            |
| "Dropout"                                                                                        | 2018                   | Lucid Films                            |
| "No Mentions"                                                                                    | 2018                   | Louie Knows                            |
| "Demon Seed"                                                                                     | 2018                   | HalfPint                               |
| "I Am Who They Say I Am" (featuring Kevin Gates e Quando Rondo)                                  | 2018                   | Louie Knows                            |
| "Blasian"                                                                                        | 2018                   | Louie Knows                            |
| "Dope Lamp"                                                                                      | 2018                   | Louie Knows                            |
| "Hypnotized"                                                                                     | 2018                   | Louie Knows                            |
| "Valuable Pain"                                                                                  | 2018                   | Louie Knows                            |
| "I Came Thru"                                                                                    | 2018                   | Louie Knows                            |
| "Kick Yo Door"                                                                                   | 2019                   | ShotByJacques                          |
| "Slime Belief"                                                                                   | 2019                   | ShotByJacques                          |
| "Scenes" (featuring PnB Rock)                                                                    | 2019                   | Louie Knows                            |
| "FreeDDawg"                                                                                      | 2019                   | Louie Knows                            |
| "Slime Mentality"                                                                                | 2019                   | WeGoodProductions                      |
| "Self Control"                                                                                   | 2019                   | Louie Knows                            |
| "House Arrest Tingz"                                                                             | 2019                   | Louie Knows                            |
| "Bandit" (com Juice WRLD)                                                                        | 2019                   | Cole Bennett                           |
| "In Control"                                                                                     | 2019                   | N/A                                    |
| "Carter Son"                                                                                     | 2019                   | E Buckles                              |
| "Lost Motives"                                                                                   | 2019                   | Louie Knows                            |
| "Bring 'Em Out"                                                                                  | 2019                   | Karltin Bankz                          |
| "Dirty Iyanna"                                                                                   | 2019                   | Louie Knows                            |
| "Make No Sense"                                                                                  | 2020                   | Louie Knows                            |
| "Talk My Shit" (com Meechy Baby)                                                                 | 2020                   | Louie Knows                            |
| "Fine By Time"                                                                                   | 2020                   | Karltin Bankz                          |
| "Bad Bad"                                                                                        | 2020                   | Rich Porter                            |
| "Lil Top"                                                                                        | 2020                   | Louie Knows                            |
| "Ten Talk"                                                                                       | 2020                   | Rich Porter, Adrian Scuilli            |
| "Drop'Em"                                                                                        | 2020                   | Rich Porter, Krispy Kam                |
| "Uncharted Love"                                                                                 | 2020                   | N/A                                    |
| "AI Nash"                                                                                        | 2020                   | Cole Bennett                           |
| "Step On Shit"                                                                                   | 2020                   | Rich Porter                            |
| Death Enclaimed"                                                                                 | 2020                   | Rich Porter                            |
| "Sticks With Me"                                                                                 | 2020                   | Rich Porter                            |
| "All In"                                                                                         | 2020                   | Rich Porter                            |
| "Kacey Talk"                                                                                     | 2020                   | Rich Porter                            |
| "Murder Business"                                                                                | 2020                   | Rich Porter                            |
| "Callin" (featuring Snoop Dogg)                                                                  | 2020                   | Rich Porter                            |
| "Dead Trollz"                                                                                    | 2020                   | Rich Porter                            |
| "Peace Hardly"                                                                                   | 2020                   | FlyGuyNick                             |
| "The Story of O.J. (Top Version)"                                                                | 2020                   | Rich Porter e Krispy Kam               |
| "Around"                                                                                         | 2020                   | Rich Porter                            |
| "Thrasher"                                                                                       | 2020                   | Rich Porter                            |
| "How I Been"                                                                                     | 2020                   | Rich Porter                            |
| "Green Dot"                                                                                      | 2020                   | Rich Porter                            |
| "It Ain’t Over (Interlude)"                                                                      | 2020                   | Rich Porter                            |
| "I Ain't Scared"                                                                                 | 2021                   | N/A                                    |
| "White Teeth"                                                                                    | 2021                   | Picture Perfect                        |
| "Life Support"                                                                                   | 2021                   | Rich Porter                            |
| "On My Side"                                                                                     | 2021                   | Mike Marasco                           |
| "Break or Make Me"                                                                               | 2021                   | Louie Knows                            |
| "Kickstand"                                                                                      | 2021                   | Rich Porter e FlyGuyNick               |
| "Heart & Soul / Alligator Walk"                                                                  | 2021                   | FlyGuyNick                             |
| "Black Ball"                                                                                     | 2021                   | FlyGuyNick                             |
| "100 Rounds" (com Birdman)                                                                       | 2021                   | FlyGuyNick                             |
| "Emo Rockstar"                                                                                   | 2022                   | FlyGuyNick                             |
| "Fish Scale"                                                                                     | 2022                   | FlyGuyNick                             |
| "Bring It On"                                                                                    | 2022                   | FlyGuyNick                             |
| "No Switch"                                                                                      | 2022                   | FlyGuyNick                             |
| "Hit" (com DaBaby)                                                                               | 2022                   | YoungBoy Never Broke Again, DaBaby     |
| "Neighborhood Superstar" (com DaBaby)                                                            | 2022                   | FlyGuyNick                             |
| "I Got the Bag"                                                                                  | 2022                   | FlyGuyNick                             |
| "Holy"                                                                                           | 2022                   | FlyGuyNick                             |
| "Bestie" (com DaBaby)                                                                            | 2022                   | DaBaby                                 |
| "4KT Baby"                                                                                       | 2022                   | Rich Porter                            |
| "Loner Life"                                                                                     | 2022                   | FlyGuyNick                             |
| "See Me Now"                                                                                     | 2022                   | Rich Porter                            |
| "Proud of Myself"                                                                                | 2022                   | Rich Porter                            |
| "Goals"                                                                                          | 2022                   | Rich Porter                            |
| "Vette Motors"                                                                                   | 2022                   | Louie Knows                            |
| "Late to da Party" (com Lil Nas X)                                                               | 2022                   | Gibson Hazard                          |
| "Feel Good"                                                                                      | 2022                   | Louie Knows                            |
| "I Don't Talk"                                                                                   | 2022                   | Isaac Garcia                           |
| "Change"                                                                                         | 2022                   | Isaac Garcia                           |
| "She Want Chanel"                                                                                | 2022                   | Isaac Garcia                           |
| "I Know"                                                                                         | 2022                   | Isaac Garcia                           |
| "Digital"                                                                                        | 2022                   | Isaac Garcia                           |
| "Proof"                                                                                          | 2022                   | Louie Knows                            |
| "Purge Me"                                                                                       | 2022                   | Isaac Garcia                           |
| "Put It on Me"                                                                                   | 2022                   | Isaac Garcia                           |
| "Like A Jungle (Out Numbered)"                                                                   | 2022                   | Isaac Garcia                           |
| "Made Rich"                                                                                      | 2022                   | Isaac Garcia                           |
| "Hi Haters"                                                                                      | 2022                   | Isaac Garcia                           |
| "Black"                                                                                          | 2023                   | FlyGuyNick                             |
| "Next"                                                                                           | 2023                   | Isaac Garcia                           |
| "Demon Party"                                                                                    | 2023                   | Isaac Garcia                           |
| "WTF" (com Nicki Minaj)                                                                          | 2023                   | Isaac Garcia                           |
| "Rear View" (com Mariah the Scientist)                                                           | 2023                   | Isaac Garcia                           |
| "What You Say" (com The Kid Laroi e Post Malone)                                                 | 2023                   | Isaac Garcia                           |
| "Big Truck"                                                                                      | 2023                   | —                                      |
| "Bitch Let's Do It"                                                                              | 2023                   | —                                      |
| "I Need to Know"                                                                                 | 2023                   | —                                      |
| "Testimony"                                                                                      | 2023                   | Karltin Bankz                          |
| "Heard of Me"                                                                                    | 2023                   | Karltin Bankz                          |
| "Deep Down"                                                                                      | 2023                   | Karltin Bankz                          |
| "Return of Goldie"                                                                               | 2023                   | Isaac Garcia                           |
| "Slime Examination"                                                                              | 2023                   | —                                      |
| "Guapi"                                                                                          | 2023                   | —                                      |
| "Guitar Hero"                                                                                    | 2023                   | —                                      |
| "My Address Public"                                                                              | 2023                   | Nick Eldredge                          |
| "Act a Donkey"                                                                                   | 2024                   | Richy Rae                              |
| "Bnyx Da Reaper"                                                                                 | 2024                   | Nick Eldredge                          |
| "We shot him in his head huh"                                                                    | 2024                   | N/A                                    |
| "Fuck Niggaz"                                                                                    | 2024                   | SlaterShotEm                           |
| "Closed Case"                                                                                    | 2024                   | SlaterShotEm                           |
| "No Time"                                                                                        | 2024                   | SlaterShotEm                           |
| "Steppa"                                                                                         | 2024                   | HoodRichKevin                          |
| "Boat"                                                                                           | 2024                   | HoodRichKevin                          |
| "My BoBo" (com Herm Tha Blacksheep)                                                              | 2024                   | SlaterShotEm                           |
| "Catch Him"                                                                                      | 2024                   | —                                      |
| "Never Stopping"                                                                                 | 2024                   | —                                      |
| "Catch Me"                                                                                       | 2024                   | Chris Allen                            |
| "Missing Everything"                                                                             | 2024                   | Richy Rae                              |
| "Sneaking"                                                                                       | 2024                   | N/A                                    |
| "Killa Season"                                                                                   | 2024                   | Richy Rae                              |
| Como artista em destaque                                                                         |                        |                                        |
| "Reckless" (Moneybagg Yo featuring YoungBoy Never Broke Again)                                   | 2017                   | Wikid Films                            |
| "Check Callin'" (Plies featuring YoungBoy Never Broke Again)                                     | 2017                   | Plies, Omar The Director               |
| "New Money" (Spacejam Bo featuring YoungBoy Never Broke Again)                                   | 2017                   | JSquared                               |
| "Doin Bad" (OMB Peezy featuring YoungBoy Never Broke Again)                                      | 2017                   | Alfy                                   |
| "Beast Mode" (A Boogie wit da Hoodie featuring YoungBoy Never Broke Again and PnB Rock)          | 2017                   | Travis Montgomery                      |
| "16" (Jamie Ray featuring YoungBoy Never Broke Again)                                            | 2017                   | David G                                |
| "Ride" (Birdman featuring YoungBoy Never Broke Again)                                            | 2018                   | Yung Mik3                              |
| "3AM" (Trill Sammy featuring YoungBoy Never Broke Again and Cashmere Cat)                        | 2018                   | Lonewolf                               |
| "For Keeps" (Rich the Kid featuring YoungBoy Never Broke Again)                                  | 2019                   | Arrad Rahgoshay                        |
| "Jump" (DaBaby featuring YoungBoy Never Broke Again)                                             | 2020                   | Reel Goats                             |
| "Racks On" (Rich the Kid featuring YoungBoy Never Broke Again)                                   | 2020                   | Louie Knows                            |
| "Need It (Migos featuring YoungBoy Never Broke Again)                                            | 2020                   | Migos, Wyatt Winfrey                   |
| "So Real" (French Montana featuring YoungBoy Never Broke Again)                                  | 2020                   | Till Avision, Max Renn, Virtual Girl   |
| "Tragic" (The Kid Laroi featuring YoungBoy Never Broke Again e Internet Money)                   | 2020                   | Steve Cannon                           |
| "Hood Melody" (DDG e OG Parker featuring YoungBoy Never Broke Again)                             | 2021                   | Reel Goats                             |
| "Pull Up Actin" (Never Broke Again featuring YoungBoy Never Broke Again e P Yungin)              | 2022                   | Rich Porter, Trilla Visuals            |
| "Gang Baby" (Never Broke Again featuring YoungBoy Never Broke Again, P Yungin, Rojay MLP e RJAE) | 2022                   | Rich Porter                            |
| "All my Shit is Stupid" (iLoveMakonnen featuring YoungBoy Never Broke Again)                     | 2022                   | JxshMadeIt                             |
| "2Tone" (Cootie featuring YoungBoy Never Broke Again)                                            | 2022                   | Teedray                                |
| "Military" (Rich Gang featuring YoungBoy Never Broke Again e D-Rok)                              | 2022                   | —                                      |
| "Fools Fall N Love" (Shy Glizzy featuring YoungBoy Never Broke Again)                            | 2023                   | —                                      |
| "Members Only" (Zayel featuring YoungBoy Never Broke Again)                                      | 2023                   | Isaac Garcia                           |
| "Won't Back Down" (Bailey Zimmerman e Dermot Kennedy featuring YoungBoy Never Broke Again)       | 2023                   | Chris Allen                            |
| "In N Out" (Susie B featuring YoungBoy Never Broke Again)                                        | 2023                   | Karltin Bankz                          |
| "Parasites" (iLoveMakonnen featuring YoungBoy Never Broke Again)                                 | 2023                   | Karltin Bankz                          |
| "Crazy Girl P2" (Bktherula featuring YoungBoy Never Broke Again)                                 | 2023                   | Isaac Garcia                           |
| "No Fake Love" (Queen Naija featuring YoungBoy Never Broke Again)                                | 2023                   | Sara Lacombe                           |
| "FYN" (Tre Savage featuring YoungBoy Never Broke Again)                                          | 2024                   | The Creative Cartel and Shokan Visuals |
| "Swear" (J.K. Mac featuring YoungBoy Never Broke Again)                                          | 2024                   | W. Michael                             |
| "LLOGClay" (T.I. featuring YoungBoy Never Broke Again)                                           | 2024                   | Tip Harris and MJ Whitaker             |
| "Why Oh Why" (Sean Kingston featuring YoungBoy Never Broke Again)                                | 2024                   | Johnathan Pratt                        |